# Fustis papei
Fustius papei là một loài bướm đêm thuộc họ Erebidae. Loài này có ở Thái Lan.
Sải cánh dài khoảng 10 mm. 